# ダニー・フォンセカ
ダニー・フォンセカ（Danny Alberto Fonseca Bravo、1979年11月7日 - ）は、コスタリカの元サッカー選手。元コスタリカ代表。ポジションはミッドフィールダー。

## 経歴
2003年にコスタリカ代表デビュー。2006 FIFAワールドカップのメンバーにも選出、グループステージ2試合に出場した。2008年までに通算28試合に出場、2得点をあげた。

## 代表歴

### 出場大会
- コスタリカ代表
  - 2006 FIFAワールドカップ

### 試合数
- 国際Aマッチ 28試合 2得点（2003年-2008年）[1]

| コスタリカ代表 | 国際Aマッチ | 国際Aマッチ |
| 年             | 出場        | 得点        |
| -------------- | ----------- | ----------- |
| 2003           | 5           | 0           |
| 2004           | 1           | 0           |
| 2005           | 13          | 1           |
| 2006           | 5           | 1           |
| 2007           | 3           | 0           |
| 2008           | 1           | 0           |
| 通算           | 28          | 2           |